# Lluís Moret i Català
Lluís Moret i Català (Mataró 1859 - 1926) Fou un polític català, un dels principals cacics polítics de la ciutat de Mataró en els darrers anys de la restauració borbònica.
Milità en el Partit Liberal, primer dins la fracció dirigida pel comte de Romanones i després per Izquierda Liberal a les eleccions generals espanyoles de 1920 i 1923. Fou nomenat governador civil de Lleida i de Badajoz.